# 문정여자고등학교
문정여자고등학교(文井女子高等學校)는 대한민국 광주광역시 북구 오치동에 있는 공립 고등학교이다.

## 학교 연혁
- 2009년 3월 1일 : 초대 김영자 교장 취임
- 2009년 3월 2일 : 제1회 입학식(10학급 407명)
- 2009년 5월 1일 : 문정여자고등학교 개교 기념식
- 2012년 2월 7일 : 제1회 졸업장 수여(졸업생 392명)
- 2025년 1월 22일 : 제14회 졸업장 수여식(11학급 261명)
- 2025년 3월 1일 : 제6대 임정우 교장 취임
- 2025년 3월 4일 : 제17회 신입생 입학(10학급 250명)

## 참고 자료
- 문정여자고등학교 - 한국교육학술정보원 학교알리미